# William Steiner
William F. Steiner (14 de abril de 1875 - ?) foi um produtor cinematográfico estadunidense, considerado um dos pioneiros do cinema por ter começado sua atividade na indústria cinematográfica no início do século, em 1904, quando fez uma parceria com William Paley, formando a Paley & Steiner, ou Crescent Films, uma pioneira das “imagens em movimento”.
Além da Crescent Films, Steiner foi o responsável pela formação de várias companhias de produção e distribuição cinematográfica, entre elas a Serial Film Corporation, a Yankee Film Company, a Jester Comedy Company e a William Steiner Productions, pequenas produtoras que fizeram parte das Poverty Row, além das distribuidoras Commodore Pictures Corporation e William Steiner Distribution Company.
Steiner foi o responsável pela produção de 183 filmes entre 1910 e 1937, nas diversas companhias que administrou.
É pai do cineasta William O. Steiner (1903-1968).

## Histórico
William Steiner inicialmente firmou uma parceria com William Paley, em 24 de novembro de 1904, e formou a Paley & Steiner, que produzia através da Crescent Films, ativa em Nova Iorque entre 1904 e 1905. Em 1905, mediante a repressão da Motion Picture Patents Company, a Crescent Films foi dissolvida.
Steiner começou, em seguida, a Imperial Motion Picture Company, incorporada em 3 de março de 1908, com escritório na 44 West 28th St., Nova Iorque. Entre 1909 e 1910, formou a Yankee Film Company, e mais tarde encabeçou a Serial Film Corporation, em Nova Jersei, cujo lançamento inicial foi o seriado The Yellow Menace, de 1916.
Em 1917, Steiner fundou a Jester Comedy Company, em Jacksonville, que veiculava os filmes do cômico europeu Marcel Fernandez Perez e Nilde Babette (ou Nilde Baracchi), nas comédias que ficaram mais conhecidas como "Tweedle Dee and Tweedle Dum".
Como a maioria dos produtores de baixo orçamento, Steiner virou-se para a produção de melodramas na década de 1920 e 1930, através da sua produtora William Steiner Productions, produzindo Westerns em um ritmo alarmante, a maioria com cowboys como Neal Hart, Pete Morrison, Leo Maloney, Jack Perrin e Tom Tyler.
Além das produtoras, Steiner foi presidente da distribuidora de filmes Commodore Pictures Corporation, responsável pela distribuição de 11 filmes entre 1934 e 1936, e da William Steiner Distribution Company, que distribuiu 162 filmes entre 1921 e 1938.

## Crescent Films
A Crescent Films, ou Paley & Steiner, foi firmada de uma parceria entre William Steiner e William Paley, em 24 de novembro de 1904. Entre os filmes da Crescent estavam Just Like a Girl, Tramp on the Farm, The Trials and Troubles of an Automobilist. Em janeiro de 1905, a Paley & Steiner possuía mais de 20 filmes à venda, entre eles Avenging a Crime (19 de novembro de 1904), e Around New York in 15 Minutes (31 de janeiro de 1905). O Edison Studios, através da Motion Picture Patents Company, começou um processo de repressão aos produtores independentes e, em agosto de 1905, a Biograph anunciou a aquisição dos negativos da Crescent Films, incluindo The Lucky Wishbone (1905). Nessa época, a Paley & Steiner, com 24 filmes produzidos até então, já se dissolvera.

## New Cal Film Corporation
New-Cal Film Corporation foi produtora e distribuidora para a William Steiner Productions. Produziu apenas três filmes entre 1924 e 1927, um deles o seriado The Scarlet Brand, em 10 capítulos, lançado em 1927.

## Família
Steiner é pai do cineasta William O. Steiner (1903-1968). filho que teve com a esposa Marie Treador, também atriz, que atuou em algumas produções de Steiner, como os seriados The Yellow Menace, em 1916, e The Masked Rider, em 1919.

## Filmografia
| - Just Like a Girl (1904) - Tramp on the Farm (1904) - The Trials and Troubles of na Automobilist (1904) - Avenging a Crime (1904) - Around New York in 15 Minutes (1905) - The Lucky Wishbone (1905) - Jeffries on His Ranch (1910) - The Italian Sherlock Holmes (1910) - The Two Rooms (1911) - Into the Light (1911) - He Didn't Like the Tune (1911) - A Coward's Regeneration (1911) - At Daisy Farm (1911) - The Royal Wishbone (1911) - Mrs. Danver's Divorce (1911) - The Yellow Menace (1916) - The Fatal Flower (1918) - Camouflage (1918) - Some Baby! (1918) | - Ain't It So? (1918) - The Fly Ball (1918) - Oh! What a Day (1918) - He Wins (1918) - Chickens in Turkey (1919) - The Wisest Fool (1919) - You're Next (1919) - Almost Married (1919) - The Masked Rider (1919) - The Wall Street Mystery (1920) - The House of Mystery (1921) - The Devil's Bowl (1923) - Black Gold (1924) - The Blood Bond (1925) - The Return of Grey Wolf (1926) - The Scarlet Brand - Sundown Saunders (1935) - Desert Phantom (1936) - The Silver Trail (1937) |